# Ligne Meijō
La ligne Meijō (名城線, Meijō-sen) est une ligne du métro de Nagoya au Japon. C'est une ligne circulaire de 26,4 km qui part de station de Kanayama dans l'arrondissement de Naka et qui traverse Nagoya en passant par les arrondissements de Kita, Higashi, Chikusa, Shōwa, Mizuho et Atsuta. Officiellement, la partie occidentale est la ligne 2 du métro de Nagoya, et la partie orientale est la ligne 4. Sur les cartes, la ligne Meijō est identifiée avec la lettre M et sa couleur est violette.

## Histoire
Le premier tronçon de la ligne 2 a été ouvert le 15 octobre 1965 entre Shiyakusho et Sakaemachi (aujourd'hui Sakae). En 1967 la ligne 2 est prolongée à Kanayama, puis à Nagoyakō et à Ōzone en 1971.
En 1974, la ligne 4 est inaugurée entre Aratama-bashi et Kanayama. La ligne est ensuite prolongée à Sunadabashi en 2000 et à Nagoya Daigaku en 2003.
En 2004, la dernière extension entre Nagoya Daigaku et Aratama-bashi permet de compléter la boucle qui devient l'actuelle ligne Meijō. Le tronçon de la ligne 2 entre Kanayama et Nagoyakō devient alors la ligne Meikō.

## Caractéristiques

### Ligne
- Écartement : 1 435 mm
- Alimentation : 600 V par troisième rail
- Vitesse maximale : 65 km/h

### Stations

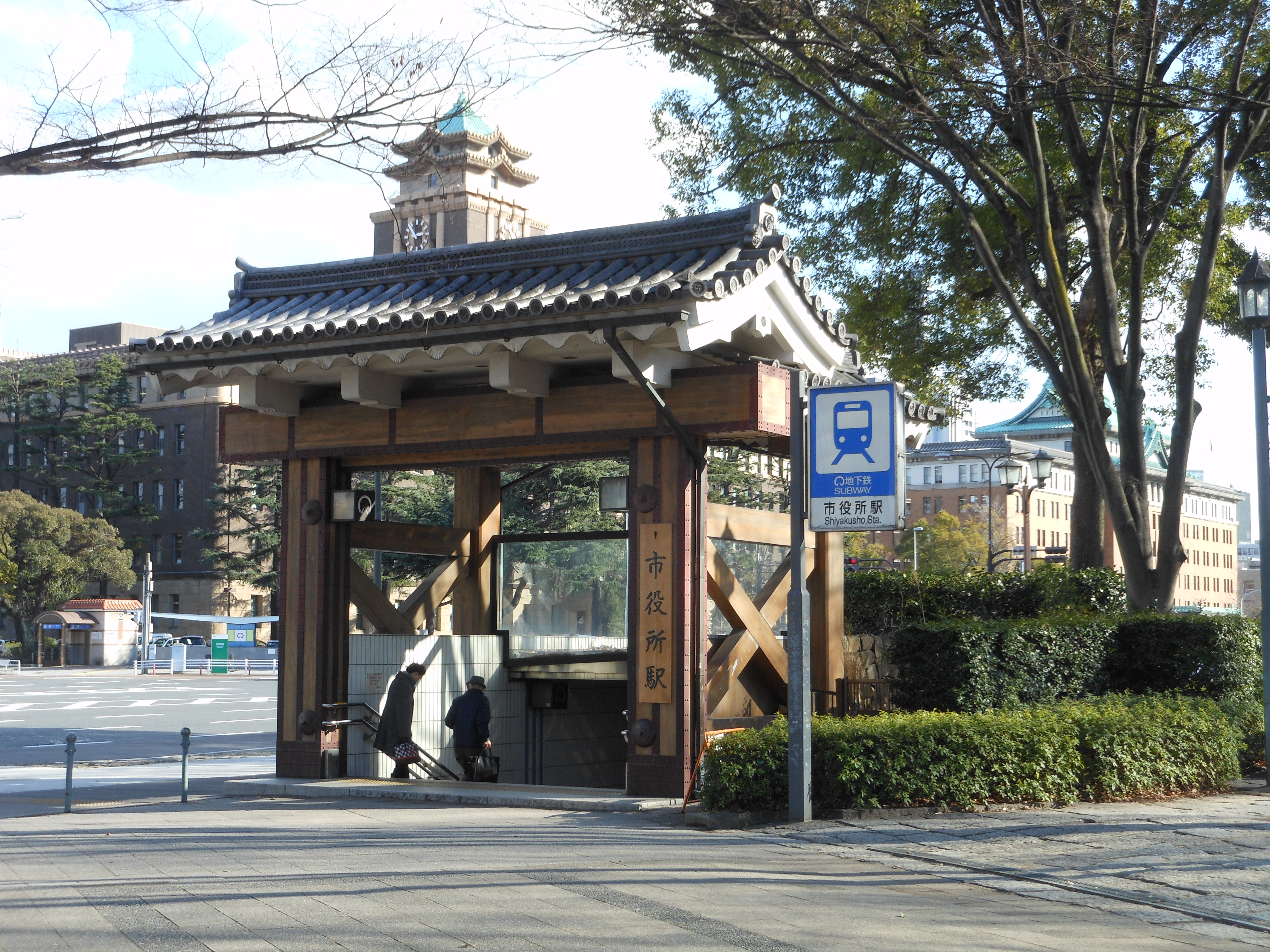
Entrée de la station Nagoyajo.

La ligne Meijō comporte 28 stations, identifiées de M01 à M28.
| Numéro | Station                | Nom japonais         | Distance (km) | Correspondances                                                      | Arrondissement |
| ------ | ---------------------- | -------------------- | ------------- | -------------------------------------------------------------------- | -------------- |
| M01    | Kanayama               | 金山                 | 0             | JR Central : Chūō, Tōkaidō Meitetsu : Nagoya Métro de Nagoya : Meikō | Naka           |
| M02    | Higashi Betsuin        | 東別院               | 0,7           |                                                                      | Naka           |
| M03    | Kamimaezu              | 上前津               | 1,6           | Métro de Nagoya : Tsurumai                                           | Naka           |
| M04    | Yabachō                | 矢場町               | 2,3           |                                                                      | Naka           |
| M05    | Sakae                  | 栄                   | 3,0           | Métro de Nagoya : Higashiyama Meitetsu : Seto (à Sakaemachi)         | Naka           |
| M06    | Hisaya-ōdōri           | 久屋大通             | 3,4           | Métro de Nagoya : Sakura-dōri                                        | Naka           |
| M07    | Nagoyajo               | 名古屋城             | 4,3           |                                                                      | Naka           |
| M08    | Meijō Kōen             | 名城公園             | 5,4           |                                                                      | Kita           |
| M09    | Kurokawa               | 黒川                 | 6,4           |                                                                      | Kita           |
| M10    | Shiga-hondōri          | 志賀本通             | 7,4           |                                                                      | Kita           |
| M11    | Heian-dōri             | 平安通               | 8,2           | Métro de Nagoya : Kamiiida                                           | Kita           |
| M12    | Ōzone                  | 大曽根               | 8,9           | JR Central : Chūō Meitetsu : Seto                                    | Kita           |
| M13    | Nagoya Dome-mae Yada   | ナゴヤドーム前矢田   | 9,7           |                                                                      | Higashi        |
| M14    | Sunadabashi            | 砂田橋               | 10,6          |                                                                      | Higashi        |
| M15    | Chayagasaka            | 茶屋ヶ坂             | 11,5          |                                                                      | Chikusa        |
| M16    | Jiyūgaoka              | 自由ヶ丘             | 12,7          |                                                                      | Chikusa        |
| M17    | Motoyama               | 本山                 | 14,1          | Métro de Nagoya : Higashiyama                                        | Chikusa        |
| M18    | Nagoya Daigaku         | 名古屋大学           | 15,1          |                                                                      | Chikusa        |
| M19    | Yagoto Nisseki         | 八事日赤             | 16,2          |                                                                      | Shōwa          |
| M20    | Yagoto                 | 八事                 | 17,2          | Métro de Nagoya : Tsurumai                                           | Shōwa          |
| M21    | Sōgō Rihabiri Center   | 総合リハビリセンター | 18,5          |                                                                      | Mizuho         |
| M22    | Mizuho Undōjō Higashi  | 瑞穂運動場東         | 19,5          |                                                                      | Mizuho         |
| M23    | Aratama-bashi          | 新瑞橋               | 20,7          | Métro de Nagoya : Sakura-dōri                                        | Mizuho         |
| M24    | Myōon-dōri             | 妙音通               | 21,4          |                                                                      | Mizuho         |
| M25    | Horita                 | 堀田                 | 22,2          |                                                                      | Mizuho         |
| M26    | Atsuta Jingu Temma-cho | 熱田神宮伝馬町       | 23,4          |                                                                      | Atsuta         |
| M27    | Atsuta Jingu Nishi     | 熱田神宮西           | 24,4          |                                                                      | Atsuta         |
| M28    | Nishi Takakura         | 西高蔵               | 25,3          |                                                                      | Atsuta         |
| M01    | Kanayama               | 金山                 | 26,4          |                                                                      | Naka           |

## Matériel roulant
La ligne est parcourue par des rames série 2000 à 6 voitures depuis 1989.